# 롭부리주
롭부리주(태국어: ลพบุรี, 영어: Lopburi Province)는 태국 중부의 주(창왓)이다. 이웃하는 주로는 펫차부리주, 차이야품주, 나콘랏차시마주, 사라부리주, 아유타야주, 앙통주, 싱부리주, 나콘사완주가 있다.

## 지리
롭부리는 짜오프라야강 계독 동쪽 롭부리강과 빠삭강 사이에 위치하고 있다. 대부분의 타웅 암프에, 무앙 롭부리의 남서쪽, 긜고 반미 청프에를 포함한 이 주 면적의 30%는 매우 낮은 평지이다. 나머지 70%는 평야와 언덕의 혼합이며, 펫차분 산맥이 꼬랏 고원과 동쪽 경계를 이루고 있다.

## 역사
과거 역사에서는 대부분 라보로 알려졌으며, 롭부리 아마도 선사시대까지 거슬러 올라간다. 6세기에서 11세기에 걸친 드바라바띠 기간에는 라보로 불렸다. 그곳에서 크메르인들은 많은 인상적인 사원 건축물들을 지었다. 그 후 롭부리는 일시적으로 독립한 상태가 되어 1115년과 1155년 그리고 1289년 독립된 국가로서 중국에 사신을 보내기도 했지만, 곧 수코타이 왕조와 아유타야 왕조에 병합되었다.
아유타야 왕조 때는 라마티보디 왕이 우파라자에 위치한 쁘라 라메수안을 롭부리를 통치하기 위해 파견하기도 하였다. 1665년 나라이 대왕이 롭부리 강 동쪽에 새로운 궁궐을 지으라고 명하고, 롭부리를 17세기 중반 아유타야가 네덜란드에 의해 위협을 받을 때까지 두 번째 수도로 삼았다. 왕의 통치가 끝나고, 이 도시는 거의 방치되었고, 중요성도 떨어졌다.
이 도시가 다시 번성하게 된 것은 1856년 나타나코신의 몽쿠트 국왕이 나라이 대왕의 궁궐을 재건하면서부터이다. 1938년 플라엑 필분쏭크람이 재단장을 해서, 롭부리를 태국에서 가장 큰 군사기지로 만들었다.

## 상징
이 주의 상징은 프라프랭 쌈요드 크메르 사원 앞의 비슈누이다. 주목과 주화는 미무솝스 에링기이다.

## 행정 구역
이 주는 11개의 암프가 있으며, 124개의 탐본 그리고 1110개의 무반이 있다.
| 1. 므앙롭부리군 2. 파타나니콤군 3. 콕삼롱군 4. 차이바단군 5. 타웅군 6. 반미군 | 1. 타루앙군 2. 사봇군 3. 콕차른군 4. 람손티군 5. 농무앙군 |